# Richard Lauffen
Richard Lauffen (*  2. Juni 1907 in Mönchengladbach; † 28. August 1990 in Marquartstein) war ein deutscher Schauspieler.

## Leben
Nach der Hauptschule erhielt er in München Schauspielunterricht bei Otto Wernicke, Therese Giehse und Tony Stury-Wittels. 1927 gab Lauffen an den Münchner Kammerspielen sein Debüt als Kötznickel in Max Mells Nachfolge-Christi-Spiel unter Otto Falckenbergs Regie. Bis 1945 schlossen sich Döbeln (1929/30), Leipzig (1930/31), Plauen i. V. (1931/32), Oldenburg (1932/33–34/35), Mannheim (1935/36), Dortmund (1936/37–38/39), Volkstheater Hamburg-Altona (1939/40–42/43) und Schauspielhaus Hamburg (1943/44–44/45) als Bühnenstationen an.
Von 1945 bis 1948 gehörte er zum Ensemble des Hamburger Theaters „Die Auslese“. Es folgten Auftritte am Theater am Kurfürstendamm, an den Hamburger Kammerspielen, bei den Luisenburg-Festspielen, am Deutschen Schauspielhaus, am Schauspielhaus Zürich, am Theater Basel, an den Bühnen der Stadt Köln, am Staatstheater Hannover und bei verschiedenen Festspielen.
Lauffen war seit Kriegsende in mehreren Filmen zu sehen, zum Beispiel in Fritz Langs Zweiteiler Der Tiger von Eschnapur und Das indische Grabmal. In Loriots Ödipussi stellte er den Vater der Psychotherapeutin Margarethe Tietze (Evelyn Hamann) dar. Er wirkte auch in Fernsehserien (Timm Thaler) sowie bei zahlreichen Hörspielproduktionen (darunter „Geschlossene Gesellschaft“, „Meuterei auf der Bounty“, „20.000 Meilen unter dem Meer“, „Die Nacht der Todes-Ratte“, „Die drei ??? und der Super-Papagei“, „Die drei ??? und der unheimliche Drache“) mit.
Richard Lauffen war mit der Schauspielerin Elisabeth Wiedemann (1926–2015) verheiratet. Ihre gemeinsame Grabstätte befindet sich auf dem Friedhof in Hittenkirchen.

## Filmografie
- 1948: Menschen in Gottes Hand
- 1955: Nora
- 1956: Damals in Paris
- 1957: Rivalen am Steuer
- 1959: Der Tiger von Eschnapur
- 1959: Das indische Grabmal
- 1960: Stahlnetz: Die Zeugin im grünen Rock
- 1960: Der rote Kreis
- 1961: Stahlnetz: Saison
- 1962: Leben des Galilei
- 1963: Stahlnetz: Das Haus an der Stör
- 1964: Hafenpolizei: Die Dame aus Hongkong
- 1964: Der gelbe Pullover
- 1965: Herodes und Marianne
- 1966: Conan Doyle und der Fall Edalji
- 1967: Der Reichstagsbrandprozeß
- 1968: Affäre Dreyfuss
- 1968: Sir Roger Casement (Fernseh-Zweiteiler)
- 1968: Novemberverbrecher – Eine Erinnerung
- 1969: Weh’ dem, der erbt
- 1969: Adrienne Mésurat
- 1969: Der Fall Liebknecht-Luxemburg
- 1969: Vier Frauen im Haus (Serie)
- 1970: Keiner erbt für sich allein
- 1970: Hurra, unsere Eltern sind nicht da
- 1970: Tatort: Saarbrücken, an einem Montag …
- 1972: Agent aus der Retorte
- 1972: Friß, Pappi, friß!
- 1973: Kara Ben Nemsi Effendi (Serie)
- 1975: Rufzeichen (Serie)
- 1976: Das Fräulein von Scuderi
- 1977: Jede Woche hat nur einen Sonntag (Serie)
- 1978: Der Schimmelreiter
- 1979: Verwirrung der Gefühle (La Confusion des sentiments)
- 1979: Timm Thaler (Serie)
- 1979: Tatort – Maria im Elend
- 1982: Es muß nicht immer Mord sein (Serie)
- 1982: Der schwarze Bumerang (Mehrteiler)
- 1983: Kommissariat 9 – Retter in der Not
- 1984: Mrs. Harris – Freund mit Rolls Royce
- 1985: Grenzenloses Himmelblau
- 1987: Tatort: Gegenspieler
- 1988: Ödipussi
- 1990: Wie gut, daß es Maria gibt (Serie)

## Hörspiele (Auswahl)
- 1949: Hans Egon Gerlach: Goethe erzählt sein Leben (Teile 5, 7, 23 und 29) – Titelrolle und Regie: Mathias Wieman (Hörbild – NWDR Hamburg)
- 1974: Theo Lingen: Kidnapping – Regie: Heinz Günter Stamm (Hörspiel – BR)
- 1979: Die drei ??? ...und der sprechende Totenkopf als Mr. Maxmilian – Regie: Heikedine Körting (Hörspiel – Europa)